# Église de la Nativité-de-la-Vierge de Villy-le-Maréchal
L'église de la Nativité-de-la-Vierge est une église située à Villy-le-Maréchal, en France.

## Description

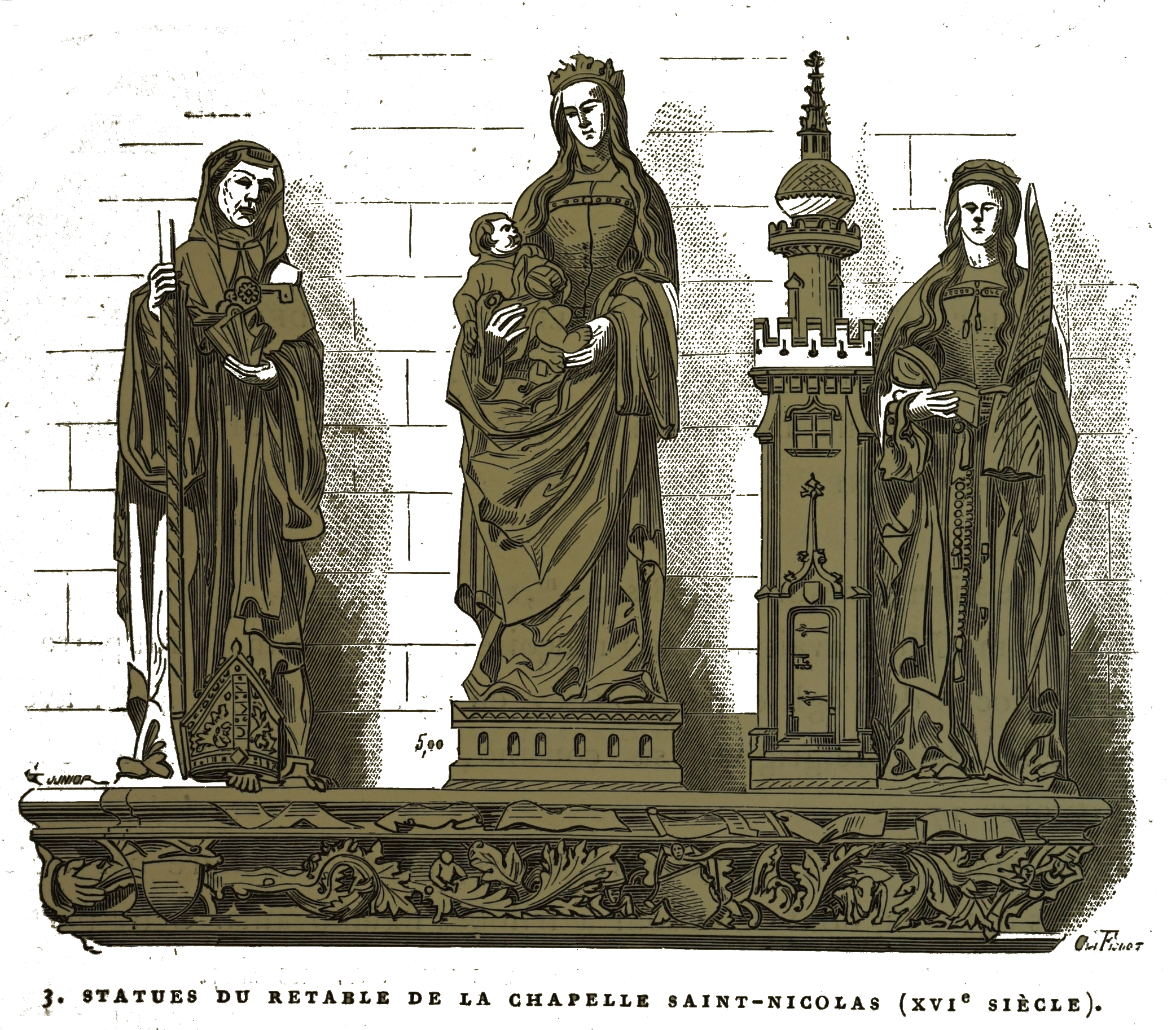
Statues dont Barbe,
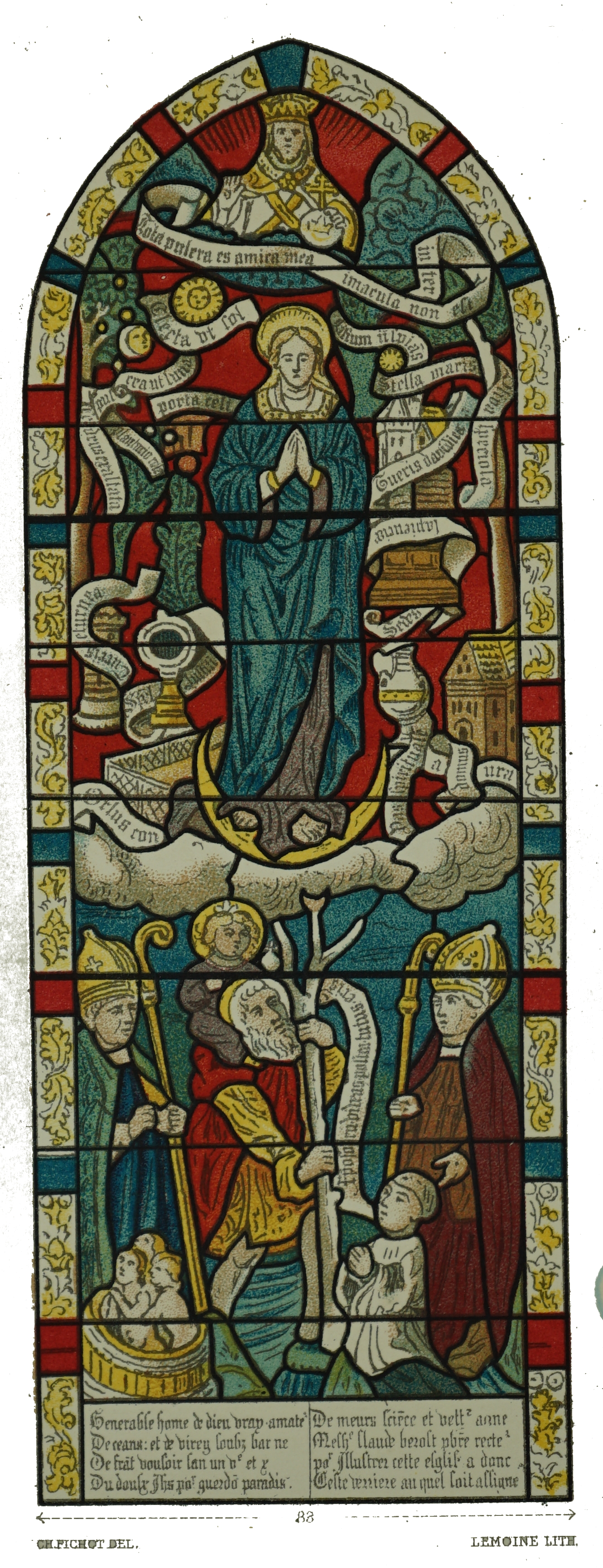
vitrail
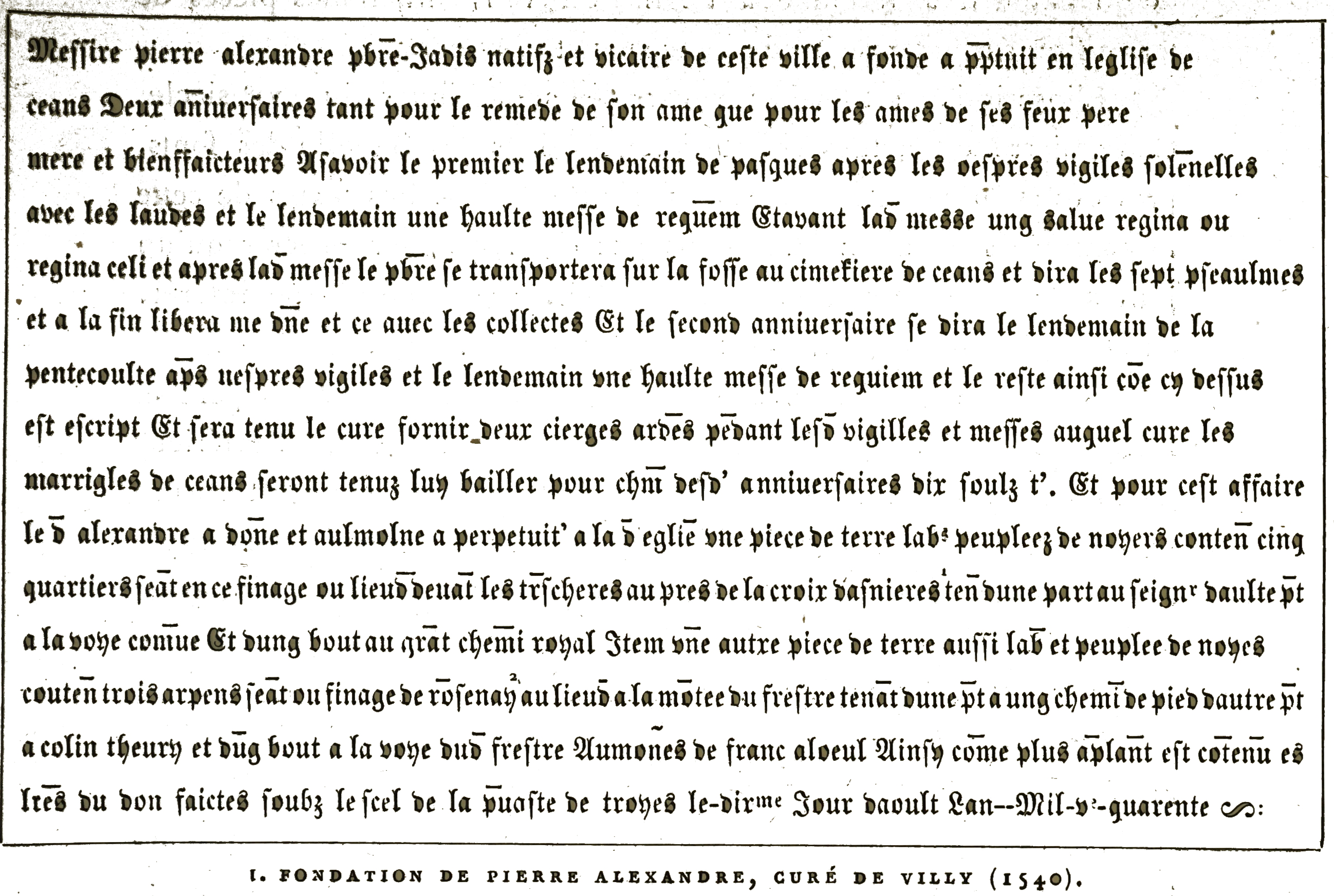
dédicace à Pierre Alexandre, curé[3],
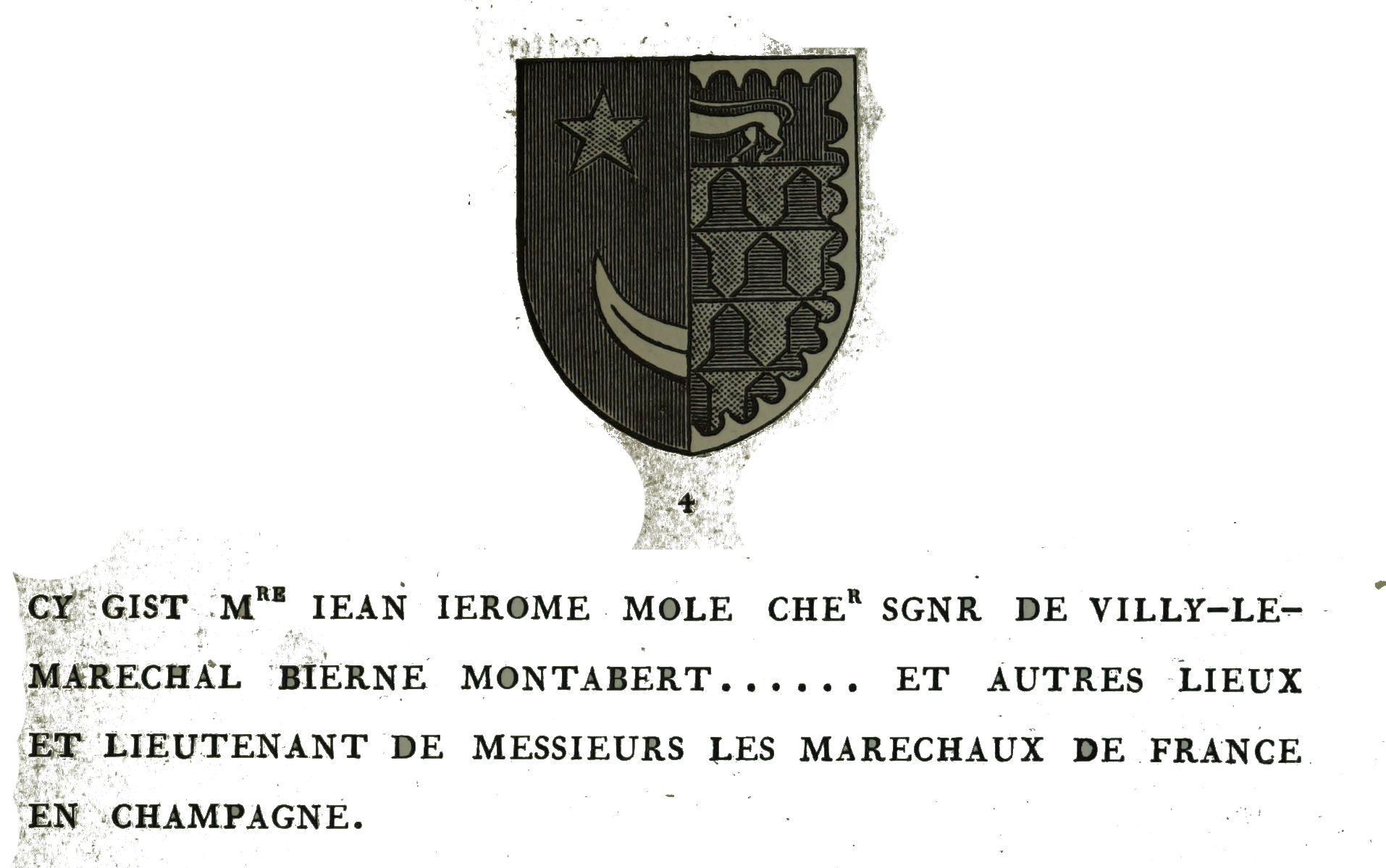
à Jérome Molé.

## Localisation
L'église est située sur la commune de Villy-le-Maréchal, dans le département français de l'Aube.

## Historique
Cette église date du XVIe siècle. Elle était une paroisse au Grand-doyenné de Troyes, puis passait fin XVIIIe siècle à l’archiprêtre de Troyes. Elle est placée sous le vocable de la Nativité de la Vierge, bâtie sur une forme de croix latine, son abside est à cinq pans.
L'édifice est inscrit au titre des monuments historiques en 1992.